# Carlos Saura
Carlos Saura Atarés (født 4. januar 1932 i Huesca, Spanien, død 10. februar 2023) var en spansk filminstruktør. 
Han debuterede i 1959, og blev lagt mærke til med La caza (1965). Ægteskabsdramaet La madriguera (1969) havde Per Oscarsson og Geraldine Chaplin i hovedrollerne. Saura fik sin største internationale succes med Carmen (1983), et dansedrama inspireret af Bizets opera og med flamencoen som den centrale ingrediens. I senere film udtrykte han ofte en interesse for musik og dans, som El amor brujo (Ilddansen, 1986), med musik af Manuel de Falla, Ay Carmela! (1990), om en gruppe entertainere under den spanske borgerkrig, Tango, no me dejes nunca (1998) og Iberia (2005), som bruger musik af Isaac Albéniz. Han er bror til billedkunstneren Antonio Saura.